# Вільне (Правдинський район)
Ві́льне (рос. Вольное), до 1938 року - Волла (нім. Wolla), до 1947 року — Ебенау (нім. Ebenau) — селище в Правдинському районі Калінінградської області Російської Федерації. Входить до складу Желєзнодорожного міського поселення.